# Enith Brigitha
Enith Sijtje Maria Brigitha (sinh ngày 15 tháng 4 năm 1955 tại Curacao) là vận động viên bơi lội cạnh tranh hàng đầu trong thập niên 1970. Bà hai lần đại diện cho Hà Lan tại Thế vận hội mùa hè, bắt đầu từ năm 1972 (Munich, Tây Đức). Bà đã giành được hai huy chương đồng tại Thế vận hội Mùa hè 1976 ở Montreal, Quebec, Canada, ở nội dung 100 m và 200 m tự do của nữ. Brigitha hai lần được đặt tên là 'Nhà thể thao Hà Lan của năm', vào năm 1973 và 1974. Bà là vận động viên da đen đầu tiên giành huy chương bơi lội trong Thế vận hội.

## Tranh cãi doping Đông Đức
Ở nội dung 100m tự do, Brigitha đã xếp sau hai vận động viên bơi lội đến từ Đông Đức, một quốc gia được chứng minh là  có lịch sử sử dụng doping có hệ thống của các vận động viên trong Thế vận hội Olympic Montreal 1976. Do đó, các vận động viên khác đã kêu gọi Brigitha chính thức được trao giải vàng ở nội dung 100m tự do và bạc ở nội dung 200m. Brigitha cho biết cô coi mình là người giành huy chương vàng.
Shirley Babashoff người Mỹ, người đã kiếm được ba huy chương gvàng riêng lẻ không phải là người Đông Đức, đã thẳng thắn về vấn đề này. Bà ủng hộ Brigitha và những vận động viên bơi lội từ các quốc gia khác, những người bị ảnh hưởng xấu bởi các hành vi bất hợp pháp của Đông Đức.